# Ferid Ali
Ferid Ali (sinh ngày 7 tháng 4 năm 1992) là một cầu thủ bóng đá người Thụy Điển thi đấu cho AFC Eskilstuna.